# Điểm cô lập
Trong toán học, đặc biệt là trong tô pô, cô lập là mối quan hệ giữa một điểm với một tập hợp chứa nó. Một cách trực quan, một điểm cô lập của một tập hợp là một điểm nằm cách xa tất cả các điểm còn lại của tập hợp đó.

## Định nghĩa
Điểm cô lập của tập hợp A trong không gian tô pô X là một điểm x thuộc A sao cho tồn tại lân cận chứa điểm x mà không giao với A tại điểm nào khác (nói cách khác, nó không phải là một điểm giới hạn).

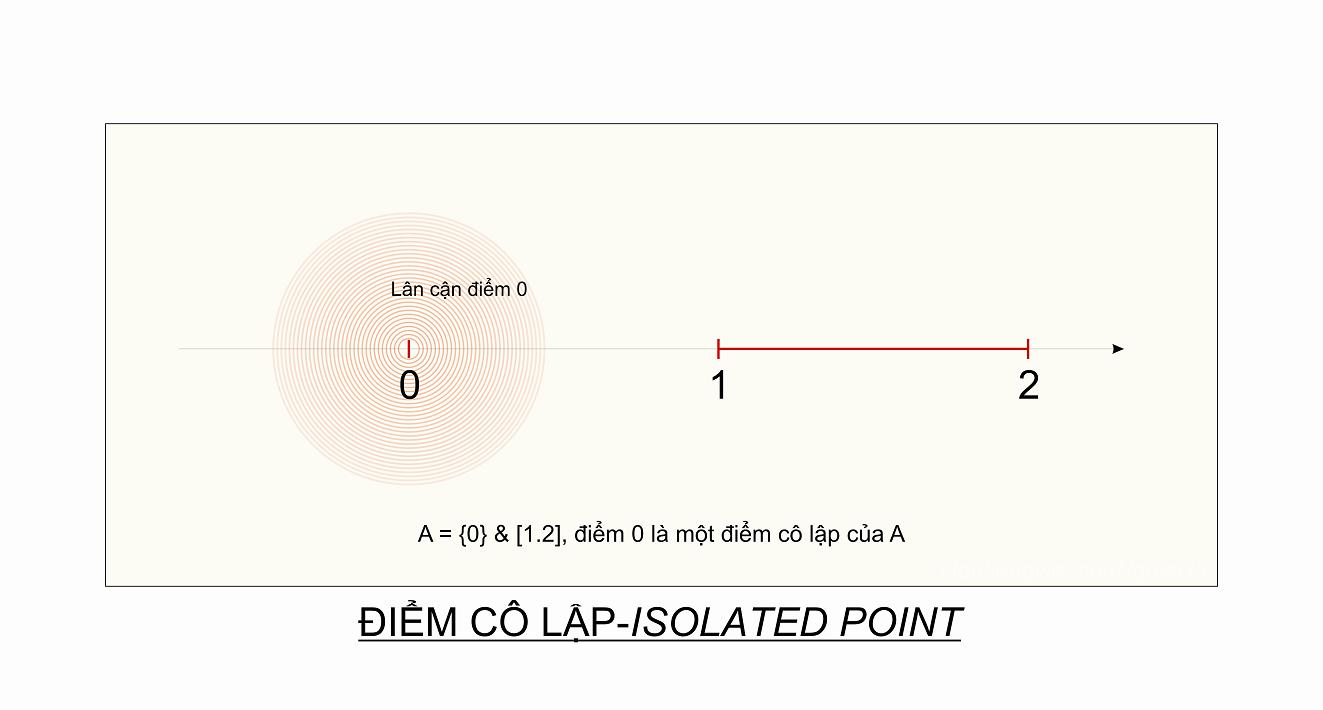
Điểm 0 là một điểm cô lập

Đường cubic có điểm cô lập (0,0)

{\displaystyle A\subset X}
{\displaystyle x{\text{ là điểm cô lập của tập hợp }}A\iff \exists {\text{ tập mở }}U\subset X:U\cap A=\{x\}}
Ví dụ với {\displaystyle X=\mathbb {R} }:
- {\displaystyle A=\{0\}\cup [1,2]}, điểm {\displaystyle 0} là một điểm cô lập của không gian A. Ta có thể chọn tập hợp mở {\displaystyle U=(-1,{\frac {1}{2}})}.
- {\displaystyle A=\{0\}\cup \{1,1/2,1/3,\dots \}}, mọi phân số {\displaystyle {\frac {1}{k}}} đều là điểm cô lập, nhưng 0 không phải là điểm cô lập vì quanh điểm 0 luôn có một điểm khác thuộc A mà khoảng cách từ điểm đó tới điểm 0 là nhỏ hơn một giá trị khoảng cách bất kỳ cho trước.
- Dãy các số tự nhiên N bao gồm toàn điểm cô lập.

Một tập chỉ bao gồm các điểm cô lập được gọi là tập rời rạc. Tô pô không gian con của tập rời rạc bằng với tô pô rời rạc.
Điểm cô lập là một điểm dính (vì luôn luôn có một lân cận quanh nó chứa nó, tức là chứa điểm thuộc A) nhưng không có điểm nào thuộc A "bên cạnh" nó (nói chung, mọi điểm thuộc A đều là điểm dính).

### Không gian metric
Nếu không gian X là một không gian metric (hoặc nếu X là một không gian tô pô metric hóa được, và ta gán cho nó một metric) với metric {\displaystyle d} thì ta có điều kiện sau:
{\displaystyle x{\text{ là điểm cô lập của tập hợp }}A\iff x\in A{\text{ và }}d(x,A-\{x\})>0}
Điều kiện này chính xác hóa trực giác "nằm cách xa tất cả các điểm còn lại".

## Trong giải tích phức
Tập hợp các không điểm của một hàm chỉnh hình khác không là một tập rời rạc, tức là, mọi không điểm của một hàm chỉnh hình khác không đều là một điểm cô lập.